# Strandwühlmaus
Die Strandwühlmaus (Microtus breweri) ist ein im Bundesstaat Massachusetts in den Vereinigten Staaten endemisches Nagetier in der Gattung der Feldmäuse. Die Art ist eng mit der Wiesenwühlmaus (Microtus pennsylvanicus) verwandt. Der Artzusatz im wissenschaftlichen Namen ehrt den US-amerikanischen Naturforscher Thomas Mayo Brewer.

## Merkmale
Mit einer durchschnittlichen Gesamtlänge von 193 mm inklusive eines etwa 52 mm langen Schwanzes sind Männchen etwas größer als Weibchen. Bei Weibchen beträgt die durchschnittliche Gesamtlänge 181 mm und die Schwanzlänge etwa 49 mm. Das Fell besteht aus einer kurzen Unterwolle und borstigen Deckhaaren. Die Haare der Unterwolle sind an den Wurzeln grau, im mittleren Bereich orange und an den Spitzen braun. Auf dem Rücken und öfter auf dem Baum fehlt die braune Spitze bei einigen Haaren. Die Deckhaare sind vorwiegend dunkelbraun mit einer grauen Basis. Die dünnen Deckhaare fehlen an den Schultern, was als helle Flecken erkennbar ist. Der Schwanz kann dunkelbraun, weißlich oder unterseits heller sein. Auf der Stirn, auf den Wangen oder an der Kehle können sich bleiche bis weiße Flecken befinden.

## Verbreitung
Diese Feldmaus lebt nur auf der Muskeget-Insel vor der Küste Massachusetts. Sie hält sich auf Grasflächen mit Gräsern wie Ammophilia breviligulata auf, die andere Pflanzen wie Kletternder Giftsumach enthalten.

## Lebensweise
Die Exemplare graben unterirdische Tunnelsysteme im Sand oder in anderem weichem Boden. Sie fressen hauptsächlich Blätter und Stängel von Gräsern. Vermutlich zählen auch Pflanzensamen, andere grüne Pflanzen und Insekten zur Nahrung. Wo hohes Gras wächst, legen die Tiere Trampelpfade an.
Bei Weibchen kommen zwischen Frühjahr und mehrere Würfe vor. Die Wurfgröße nach etwa einem Monat Trächtigkeit liegt meist bei vier oder fünf Neugeborenen. Nur wenige Exemplare werden älter als ein Jahr. Die Strandwühlmaus wird von eingeführten Hauskatzen, von der Sumpfohreule, von der Kornweihe und von der Gewöhnlichen Strumpfbandnatter gejagt. Im Laufe von drei bis vier Jahren variiert die Gesamtpopulation zwischen 3000 und 10.000 Exemplaren.

## Gefährdung
Neben der Verfolgung durch Beutegreifer kann sich die Erosion an der Küste negativ auswirken. Die IUCN listet die Art aufgrund ihrer begrenzten Verbreitung als gefährdet (vulnerable).